# Carl Lebrecht Udo Dammer
Carl Lebrecht Udo Dammer (Apolda, 8 gennaio 1860 – Kołobrzeg, 15 novembre 1920) è stato un botanico ed entomologo tedesco.

## Opere
- Handbuch für Pflanzensammler. Stuttgart 1891.
- Anleitung für Pflanzensammler. Stuttgart 1894.
- Zimmerblattpflanzen. Berlin 1899.
- Balkonpflanzen. Berlin 1899.
- Theorie der Gartenarbeiten. Berlin 1899.
- Nadelhölzer. Berlin 1900.
- Palmen. Berlin 1900.
- Unsere Blumen und Pflanzen im Garten. Leipzig 1912.
- Schädlichen und der Essbar Taschenatlas Pilze. Esslingen aN 1914.
- Über die der Aufzucht Seidenspinners Raupe des ... . Frankfurt (Oder) 1915
- Wie wir ziehen Gemüse am besten? . Berlin 1916.

## Riconoscimenti
- Gender
  - Dammeria K. Schum. & Lauterbad. nella famiglia Arecaceae
- species
  - Dammeri: epiteto specifico che si riferisce a Carl Lebrecht Udo Dammer